# Припёк
Припёк — превышение массы печёного хлеба по сравнению с массой употреблённой муки.
Припёк — это вода, которая вводится в муку для обращения её в хлеб. Возможно больший припёк выгоден только для производителя хлеба, для потребителя же нужно лишь то наименьшее количество припёка, которое безусловно необходимо для превращения муки в удобоваримый хлеб; всякий излишек припёка доставляет потребителю только соответственное количество воды, оплачиваемой наравне с хлебом.